# Soacatino Indijanci
Soacatino (Xacatin), pleme američkih Indijanaca iz rane američke povijesti koje Luis de Moscoso Alvarado sa svojim trupama 1542. nalazi zapadno od Mississippija, između plemena Eyeish i Anadarko Indijanaca, vjerojatno na srednjem toku Red Rivera, koju naziva 'provincija Xacatin'. Evidentno je da su pripadali porodici Caddoan.

## Tekst naslova
- The Expedition of Luís de Moscoso in Texas in 1542  Arhivirana inačica izvorne stranice od 1. veljače 2008. (Wayback Machine)